# Eric Morecambe
Eric Morecambe, właśc. John Eric Bartholomew (ur. 14 maja 1926 w Morecambe, zm. 28 maja 1984 w Cheltenham) – brytyjski komik, najbardziej znany z występów w duecie z Ernie Wise, pod nazwą Morecambe and Wise w latach 1941–1984, w programach Two of a Kind (1961–1968), The Morecambe & Wise Show (1961–1968 w BBC i 1978–1983 w Thames Television).
Morecambe znalazł się na liście 100 Najwybitniejszych Brytyjczyków. Oficer Orderu Imperium Brytyjskiego (OBE).